# O Gato Malhado e a Andorinha Sinhá
O Gato Malhado e a Andorinha Sinhá é um livro infanto-juvenil do escritor brasileiro Jorge Amado, publicado em 1976.
É uma história de amor escrita em 1948, em Paris, onde então residia com sua esposa, Zélia Gattai e seu filho João Jorge, quando este completou um ano de idade, como presente de aniversário. Quando o escreveu, não tinha intenção de publicá-lo. O texto foi colocado junto aos pertences de João Jorge e ficou perdido até 1976, quando, João, vasculhando seus guardados antigos, o reencontrou e finalmente tomou conhecimento de sua existência.
Foi um dos livros mais vendidos do Jorge Amado com 600 mil exemplares vendidos. 

## Publicação
Após ser dada a Carybé por João, o artista plástico, grande amigo de Jorge, e por essa mesma amizade e por gosto, sobre as páginas datilografadas desenhou ilustrações, segundo Jorge "tão belas que todos as desejam admirar". Diante do incentivo indireto, Jorge cedeu à publicação da novela e constata no prefácio "se o texto não paga a pena, em troca não tem preço que possa pagar as aquarelas de Carybé" e, tão brilhantemente:
"O texto é editado como o escrevi em Paris, há quase trinta anos. Se fosse bulir nele, teria de reestruturá-lo por completo, fazendo-o perder sua única qualidade: a de ter sido escrito simplesmente pelo prazer de escrevê-lo, sem nenhuma obrigação de público e de editor."
Foi publicado sob o título O Gato Malhado e a Andorinha Sinhá: uma história de amor, Ed. Record, 1976, Panda 5

## Enredo
Ao longo das estações do ano, partindo da Primavera nasce e se desenvolve um amor puro e sem barreiras para os amantes, mas sofrido pelos preconceitos, não somente pela distância entre as espécies, como também pela má fama do Gato Malhado, que quase todos do Parque diziam ser responsável por inúmeros crimes não solucionados.
Os capítulos que abordam a Primavera compõem um terço do livro e descrevem o início do romance e como os animais do Parque viam essa relação.
A avó do gato saiu correndo querendo matar a Andorinha, pois ela não gostava da amizade deles. Isso ocorre num deserto Sara no século XII.o capítulo do verão é curtíssimo; uma única página curta, e tem uma razão clara descrita: 'O Verão dura pouco, assim como a felicidade dos amantes'.
O capítulo do outono é uma análise feita pelo próprio Gato Malhado sobre os últimos acontecimentos no qual ele escreve um soneto. Dá-se o início da queda do romance com uma carta escrita pela Andorinha Sinhá e entregue pelo Pombo-Correio, na qual ela jurava nunca mais o ver.
O capítulo da estação do inverno é curto e conta o casamento da Andorinha Sinhá com o Rouxinol.
O último capítulo relata o fim do Gato Malhado que tomou a direção dos estreitos caminhos que conduzem à encruzilhada do mundo, a última lágrima derramada pela Andorinha Sinhá e a rosa azul que o Tempo deu para a Manhã.
Entre os capítulos há vários parênteses.

## A Metáfora
Pode-se dizer que o livro trata, metaforicamente, das diversas relações e situações de cunho sociocultural existentes, não só baianas, como brasileira e até mesmo mundial durante a primeira metade do século XX; até mesmo antes dessa época e ainda hoje existentes.
'Baianamente' lembra-se do Elevador Lacerda, que divide e une ao mesmo tempo o Alto e o Baixo da cidade de Salvador. O Gato, no plano baixo, não pode voar e se dar a certos luxos. Em contraponto, a Andorinha vive sobre os demais bichos, tendo um privilégio dado pelo berço, seu lugar de origem.

### Forma do livro
O livro encontra-se dividido em 13 capítulos:
1. A estação da Primavera;
2. Novo parêntesis, para apresentar a Andorinha Sinhá;
3. Continuação da estação da Primavera;
4. Capítulo inicial, atrasado e fora do lugar;
5. Fim da estação da Primavera;
6. A estação do Verão;
7. Parêntesis das murmurações;
8. A estação do Outono;
9. Parêntesis poético;
10. Parêntesis crítico;
11. Continuação da estação do Outono;
12. A estação do Inverno e;
13. A noite sem estrelas.

Inclui também no início uma nota do autor que explica como nasceu esta história e uma pequena introdução.
Posfácio de Tatiana Belinky e João Jorge Amado que o enriqueceu com histórias como: a autêntica e poética escolha de seu nome pela mãe - Zélia Gattai, além de seu batizado, cujo padrinho "foi o grande poeta cubano Nicolas Guillén e a madrinha, o poeta chileno Pablo Neruda"...

### A simbologia das estações
O conto está divido em 16 capítulos permitindo verificar que o espaço de tempo cronológico em que se desenrola a história é de 1 ano. Iremos assistir ao despoletar do amor entre o gato e a andorinha, e à evolução que este sentimento vai sofrendo, bem como as alterações comportamentais que vai provocando nos seus protagonistas ao longo das quatro estações do ano.
A primavera é o início da história de amor entre o gato e a andorinha; é o tempo de felicidade para as personagens e o crescendo da intimidade no seu relacionamento; há alteração na Natureza e nas personagens; é a estação do amor e do sonho de um poeta.
O verão: o tempo foi curto, passou a correr, muito depressa porque foi um tempo de felicidade. A percepção que as personagens tiveram no tempo foi de que este passou a correr.
O outono: simboliza o tempo da partida e da separação. Para os protagonistas da história é um tempo triste e cheio de sofrimento. A alegria deu lugar à tristeza. Há modificação da paisagem e os habitantes do parque para com o gato. O gato dotem a confirmação de que o amor deles é impossível. É um capítulo triste decorrido num tempo triste – o inverno.

### Moral
A moral deste livro é que o mundo só vai avançar e ser melhor quando as pessoas aceitarem as suas diferenças, sejam elas raciais, sociais, educativas…
Esta afirmação é feita baseada num excerto do texto:
“O mundo só vai prestar
Para nele se viver
No dia em que a gente vir
Um gato maltês casar
Com uma alegre andorinha
Saindo os dois a voar
O noivo e sua noivinha
Dom Gato e Dona Andorinha”
.

## Técnica
A narrativa da história é feita em terceira pessoa.
Seus tempo e espaço são osciláveis ao longo da novela.
Primeiramente passa-se na "eternidade" e, subentende-se, no espaço entre o Céu e a Terra, onde a personagem Manhã atrasa-se para acender o Sol e por conta disso todo o mundo se atrasa e vai reclamar ao pai de todos, o Tempo. Quando Tempo, o Chronos, vai dar uma bronca na Manhã, vê-se enredado pela narrativa da história contada pela filha, que por sua vez ouvira do Vento, e promete-lhe perdoar o atraso e ainda dar-lhe uma rara rosa azul, caso ele apreciasse a história.
A história do Gato Malhado e da Andorinha Sinhá mostra os segundos tempo e espaço da narrativa. Passa-se num Parque onde todos os animais viviam e, como descreve Jorge "... antigamente, nas profundas do passado, quando os bichos falavam..." página 9, ao longo das quatro estações do ano.
É composta por 15 capítulos.
As principais figuras de linguagem da obra são: Metáfora e Personificação
Personagens
- O Gato Malhado
- A Andorinha Sinhá
- A Velha Coruja
- O Reverendo Papagaio
- A Vaca Mocha
- O Pai Andorinha
- A Mãe Andorinha
- O Rouxinol
- O Sapo Cururu
- A Galinha Carijó
- A Cobra Cascavel
- A Manhã
- O Tempo
- O Vento
- E diversos animais do parque.

## Adaptações
Na metade de década de 2000 foi produzida uma adaptação teatral de grande sucesso pelo Teatro Folha seguida de outras muitas releituras.
Uma montagem da obra foi contemplada com o Prêmio Funarte Petrobras de Dança Klauss Vianna – 2012.